# Totoral (ort i Bolivia)
Totoral är en ort i Bolivia.   Den ligger i departementet Oruro, i den centrala delen av landet, 180 km väster om huvudstaden Sucre. Totoral ligger 3 900 meter över havet och antalet invånare är 1 645.
Terrängen runt Totoral är kuperad. Runt Totoral är det glesbefolkat, med 9 invånare per kvadratkilometer.. Närmaste större samhälle är Poopó, 16,2 km nordväst om Totoral. 
Omgivningarna runt Totoral är i huvudsak ett öppet busklandskap.